# USS LST-670
O USS LST-670 foi um navio de guerra norte-americano da classe LST que operou durante a Segunda Guerra Mundial.